# Helena w Egipcie
Helena w Egipcie (ang. Helen in Egypt) – obszerny poemat epicki amerykańskiej poetki Hildy Doolittle, w którym historia Heleny Trojańskiej została przedstawiona z punktu widzenia samej bohaterki. Poemat został oparty na relacji Stezychora (ok. 640-555 p.n.e.) i tragedii Eurypidesa. Przedstawia wariant mitu o Helenie, która według niego została przeniesiona w cudowny sposób do Egiptu. Poemat Hildy Doolitle jest niekiedy określany mianem arcydzieła.
Tego zdania jest między innymi feministyczna badaczka Helen Sword. Z kolei znany krytyk Harold Bloom uważa omawiany poemat za kulminację indywidualnego życia w poezji. Dzieło Hildy Doolittle powstało pod dużym wpływem psychoanalizy. Stanowi ono kobiece spojrzenie na pełen przemocy i walki świat mężczyzn. Pod względem techniki poetyckiej utwór nawiązuje do imagizmu. Poetka wykorzystuje strofę trójwersową.